# Рибњак (Нови Сад)
Рибњак је градска четврт Петроварадина. 

## Положај
Рибњак се налази у западном делу Петроварадина, поред обале Дунава, између Моста слободе и касарне Транџамент. Суседна насеља и локалитети су Транџамент (на истоку), Сремска Каменица (на југозападу), Лиман (на северозападу, преко Дунава) и Петроварадинска тврђава (на северу).

## Карактеристике насеља
У насељу Рибњак постоје викендице, али и куће у којима су људи настањени за стално. На простору овог насеља није решено питање канализације.

## Улице и саобраћај
Источну границу Рибњака чини улица Каменички пут, а у самом насељу се налазе улице Рибњак горњи пут и Рибњак доњи пут. Насеље је са Новим Садом повезано само једном линијом градског превоза, број 69, која иде ретко.